# Клюки (Білоцерківський район)
Клюки́ — село в Україні, у Тетіївській міській громаді Білоцерківського району Київської області. Розташоване на лівому березі річки Постава (притока Гірського Тікичу) за 22 км на південний схід від міста Тетіїв. Населення становить 541 особу (станом на 1 липня 2021 р.).

## Історія
Відомостей про походження назви села не збереглося. За даними Л. Похилевича (1864 рік), «…раніше село належало генералу Мальчевському, а на даний час господарями села є сім поміщиків: Вербицький Вікентій, Вербицький Валеріан, Генкель Іософат і Генкель Станіслав, Кулеш Йосип, Кулеш Валеріан та Трембіцький Антон. Кожному з них належала певна кількість десятин землі. Православній церкві належало 64 десятин землі.»
Згадується також, що у 1833 році в селі було повстання. В його організатора Каєтана Висоцького було конфісковано землю. До найдавніших пам'яток села, які збереглися до настояного часу відносять 34 могили, що розкидані по полях і замок на межі з полями села Шуляки. Це неподалік того місця, де річка Постава (місцева назва річки Фоса, Кривава Густя) впадає в Гірський Тікич. Замок складається з двох могил, з'єднаних між собою валом, довжиною у декілька метрів.
Згідно з записами за 1900 рік, у селі було 255 дворів, 1603 мешканця (845 чоловіків та 758 жінок). Головне заняття жителів села — землеробство. Від повітового міста Тараща до села було 80 верст. Пошта земська та казенна знаходилися в містечку Животів.
Село історично поділено на декілька кутків, які мають свої назви. Зокрема, у Ремінній за переказами старожилів вимочували шкури, з яких потім робили упряж для коней. Частину села (в сторону Стадниці) називають Хорунжий куток, бо там у 18 столітті жив колишній козацький хорунжий. Куток села, що до Шуляків, називають Хутір. Ця назва залишилася з часів Столипінської реформи, коли був дозволений хутірський тип поселень. Згодом село розбудувалося і з'єдналося з Хутором. До 22 травня 1957 року село входило до складу Оратівського району Вінницької області.
Зараз (коли?) у селі 294 двори та 635 жителів.
На околиці села знаходиться південна крайня точка Київської області.

## Відомі люди
- Бублик Борис Миколайович (1936—1999) — професор, дійсний член АН України, був викладачем Київського університету ім. Т. Г. Шевченка
- Поліщук Валерій Миколайович (* 1962) — професор, доктор психологічних наук, Заслужений працівник освіти України, професор Київського університету імені Бориса Грінченка.

## Галерея

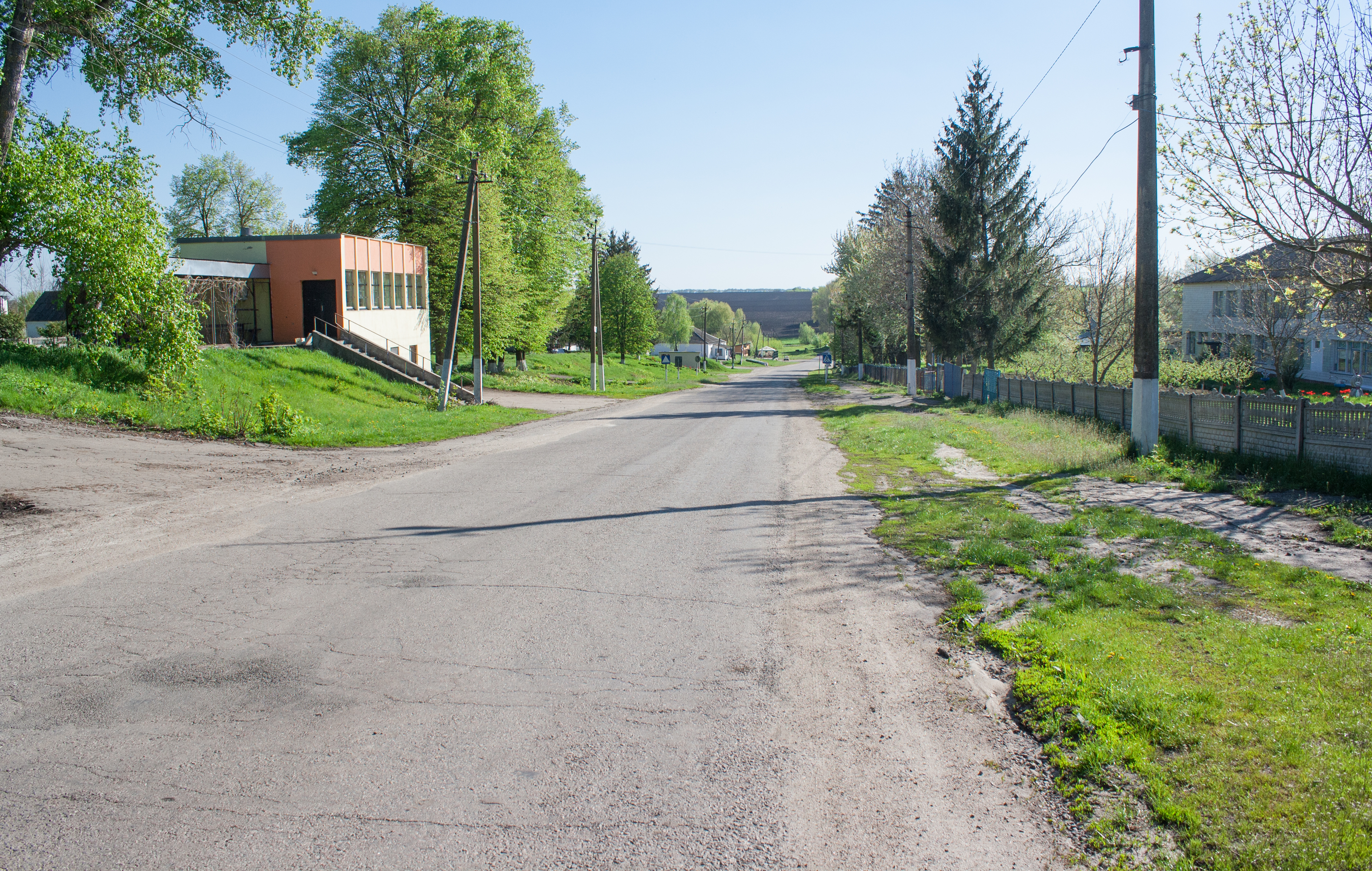
Вулиця Миру
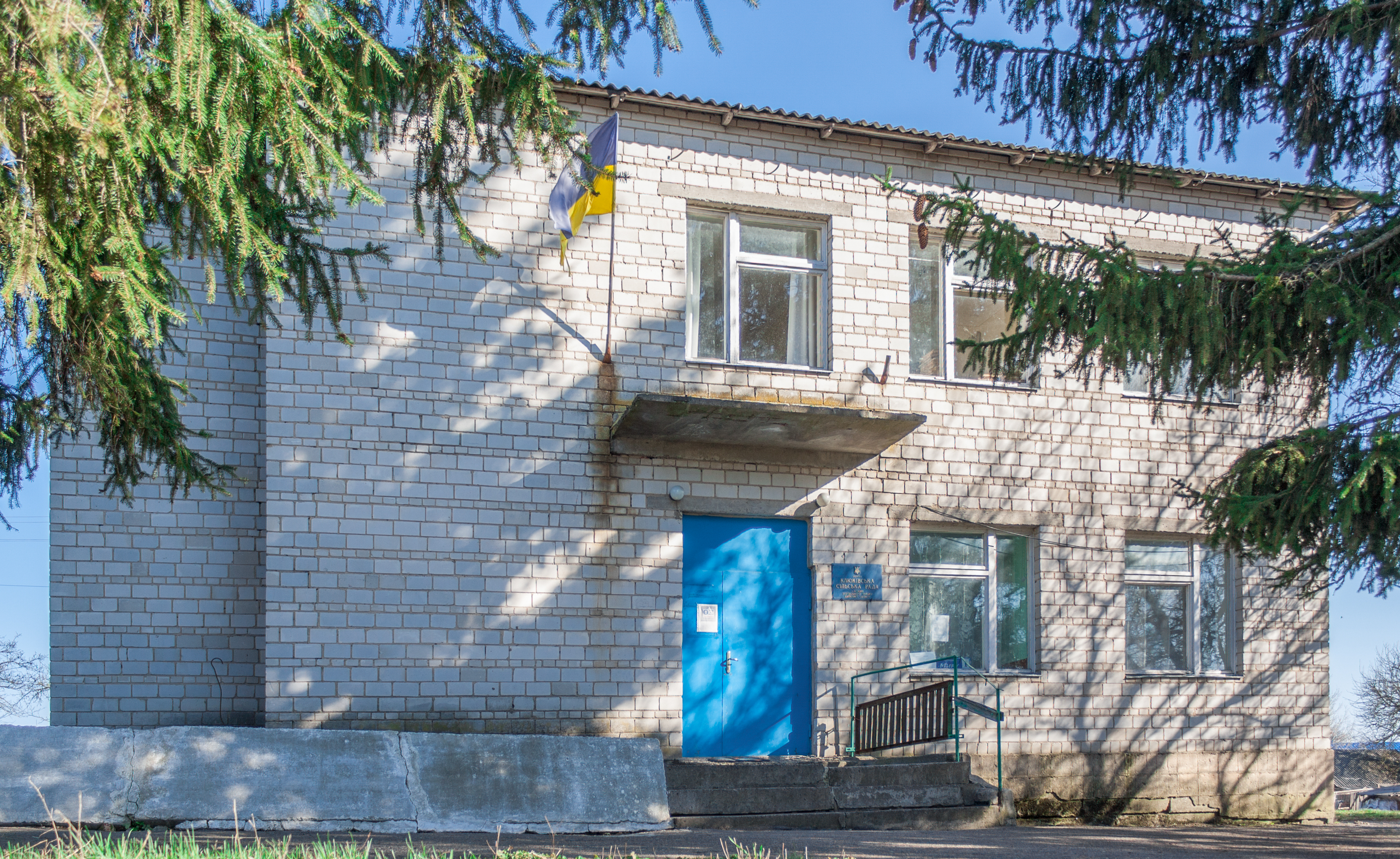
Сільська рада
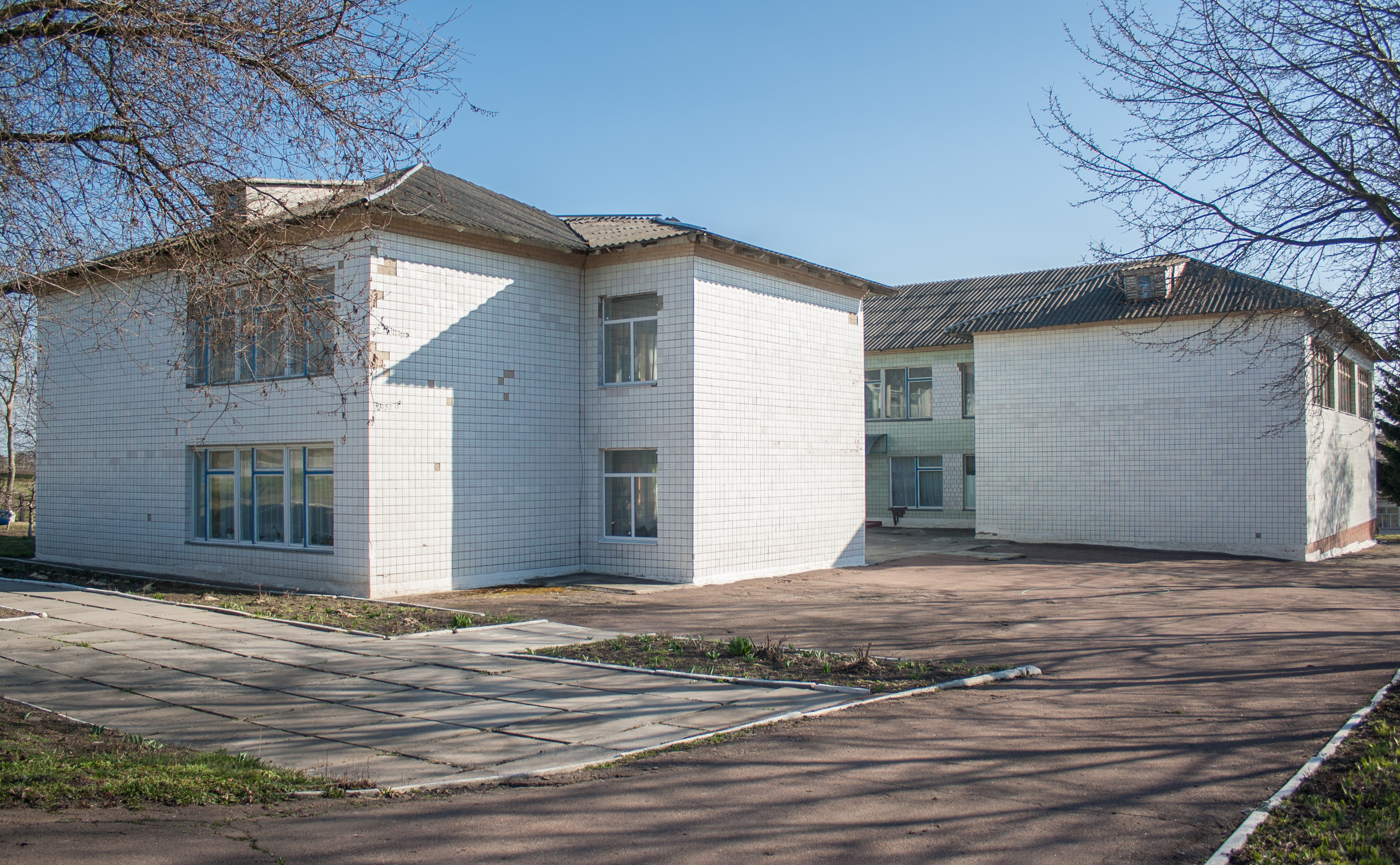
Школа
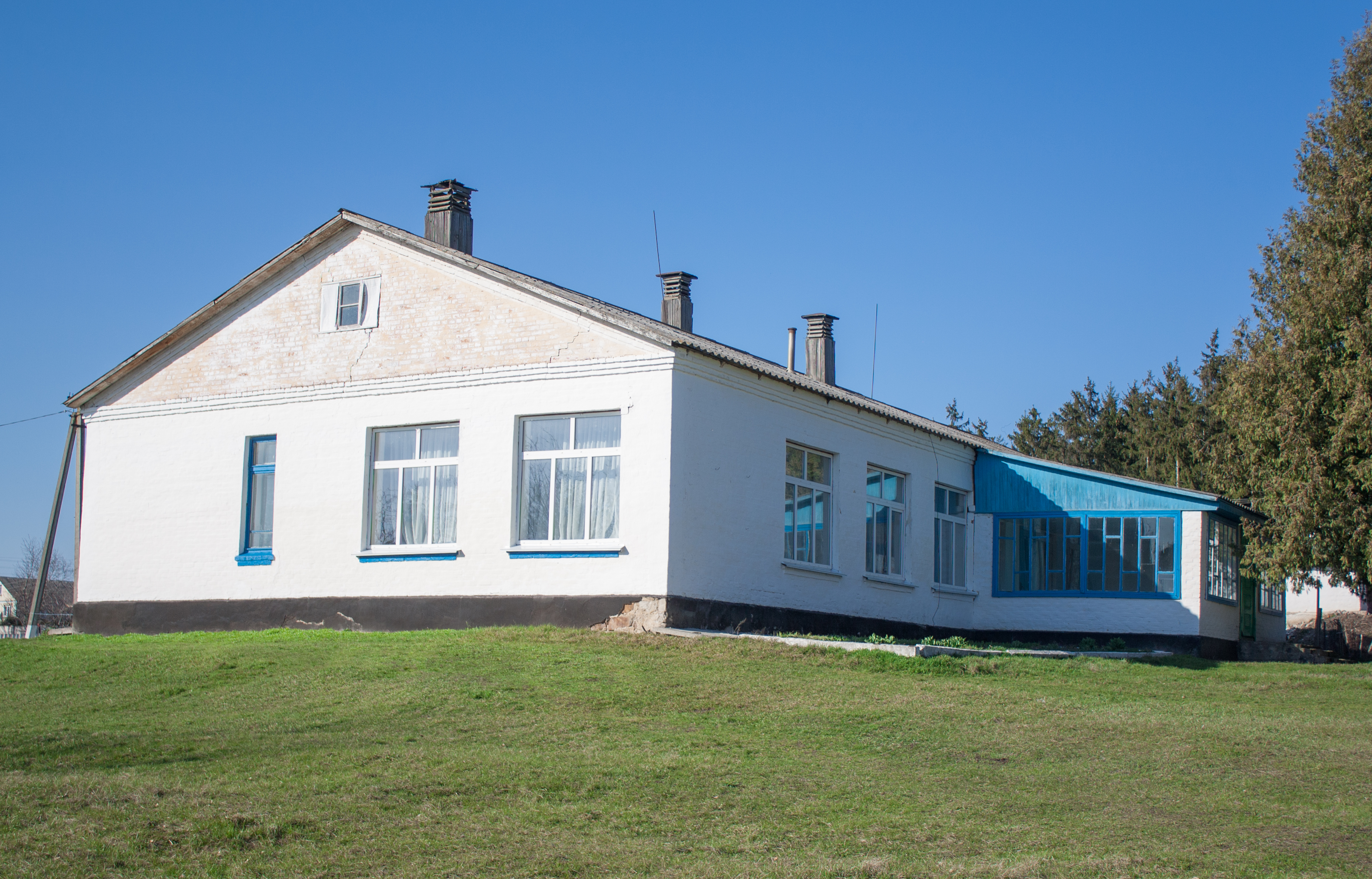
Дитсадок
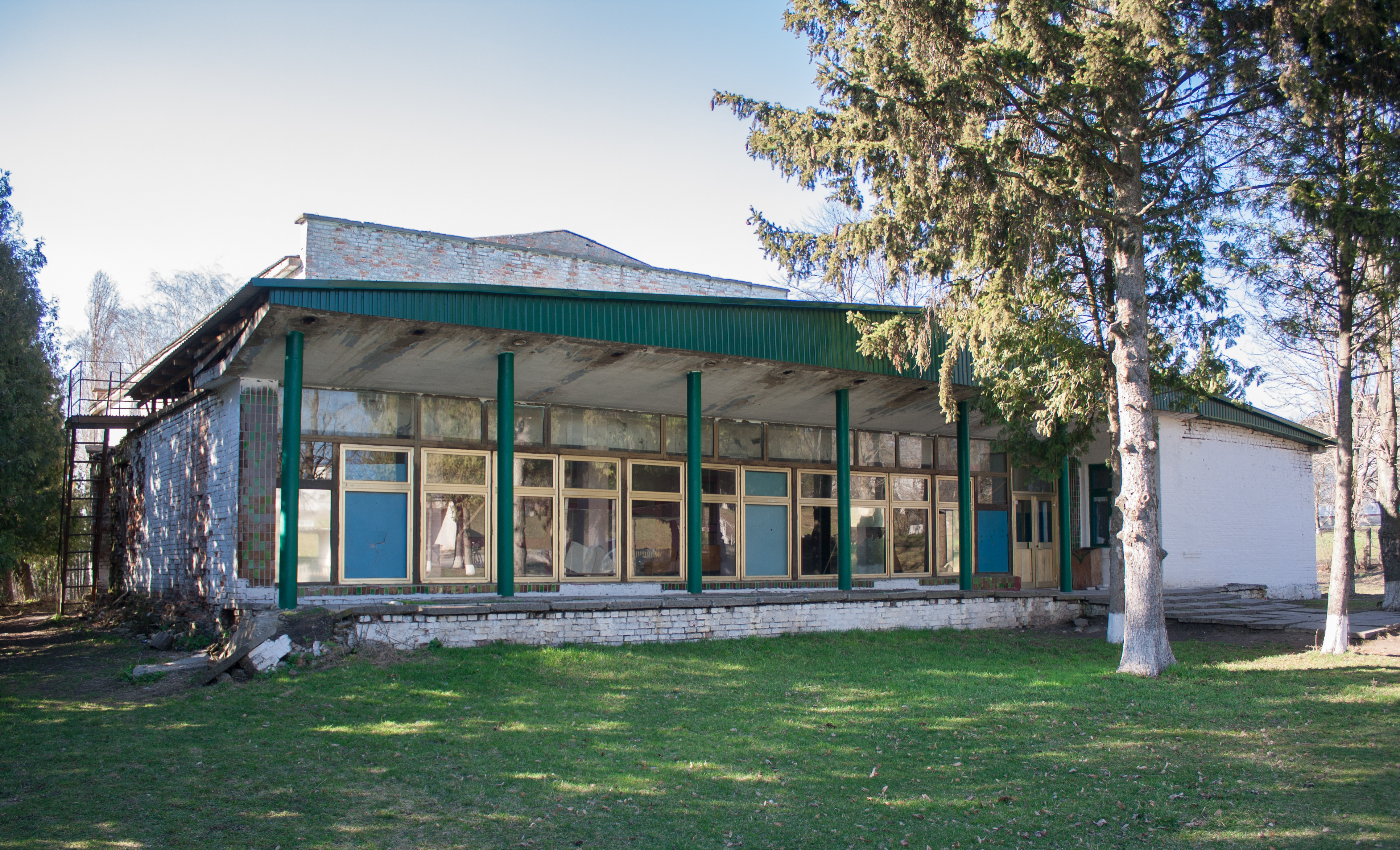
Будинок культури
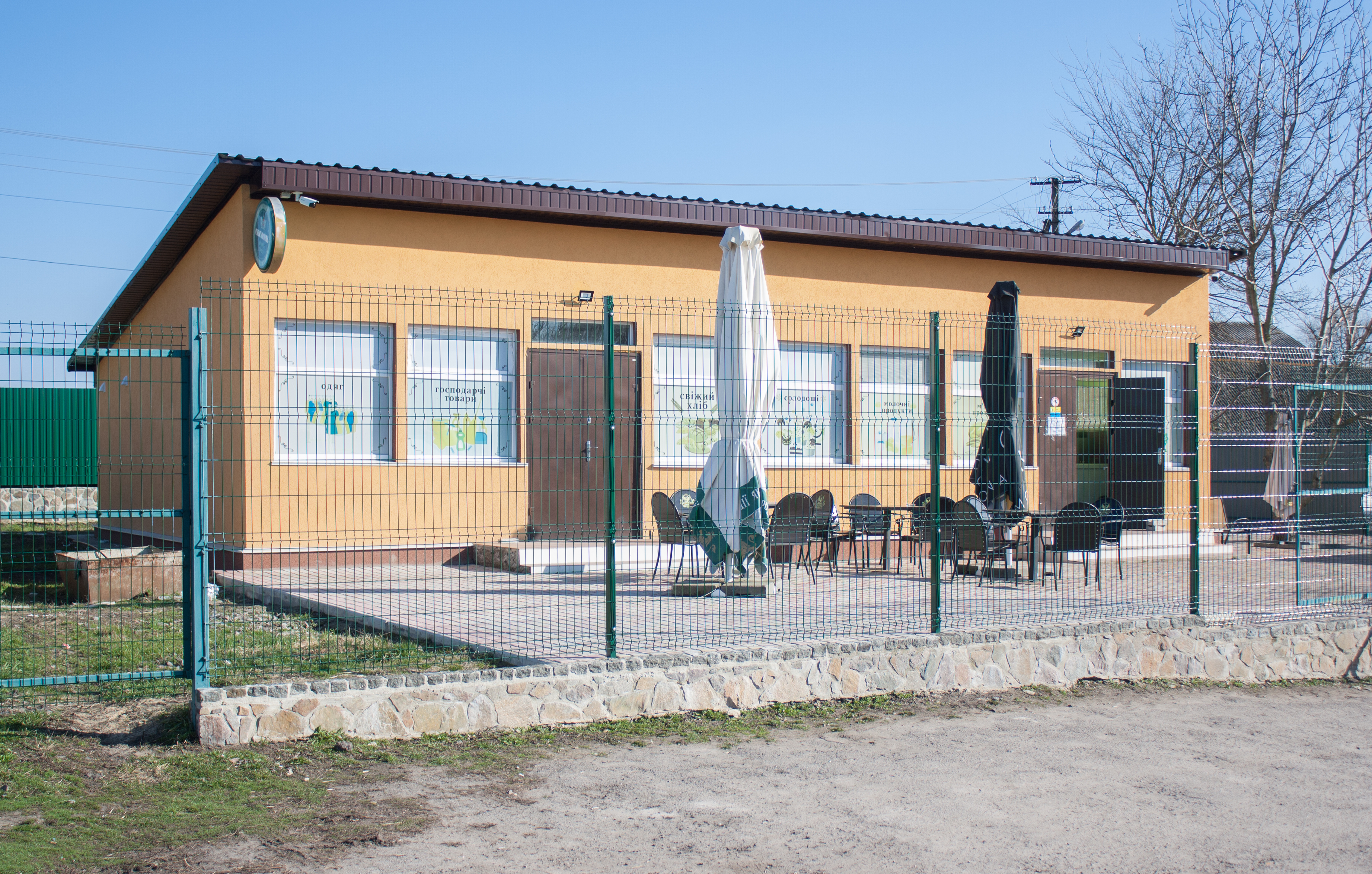
Магазин
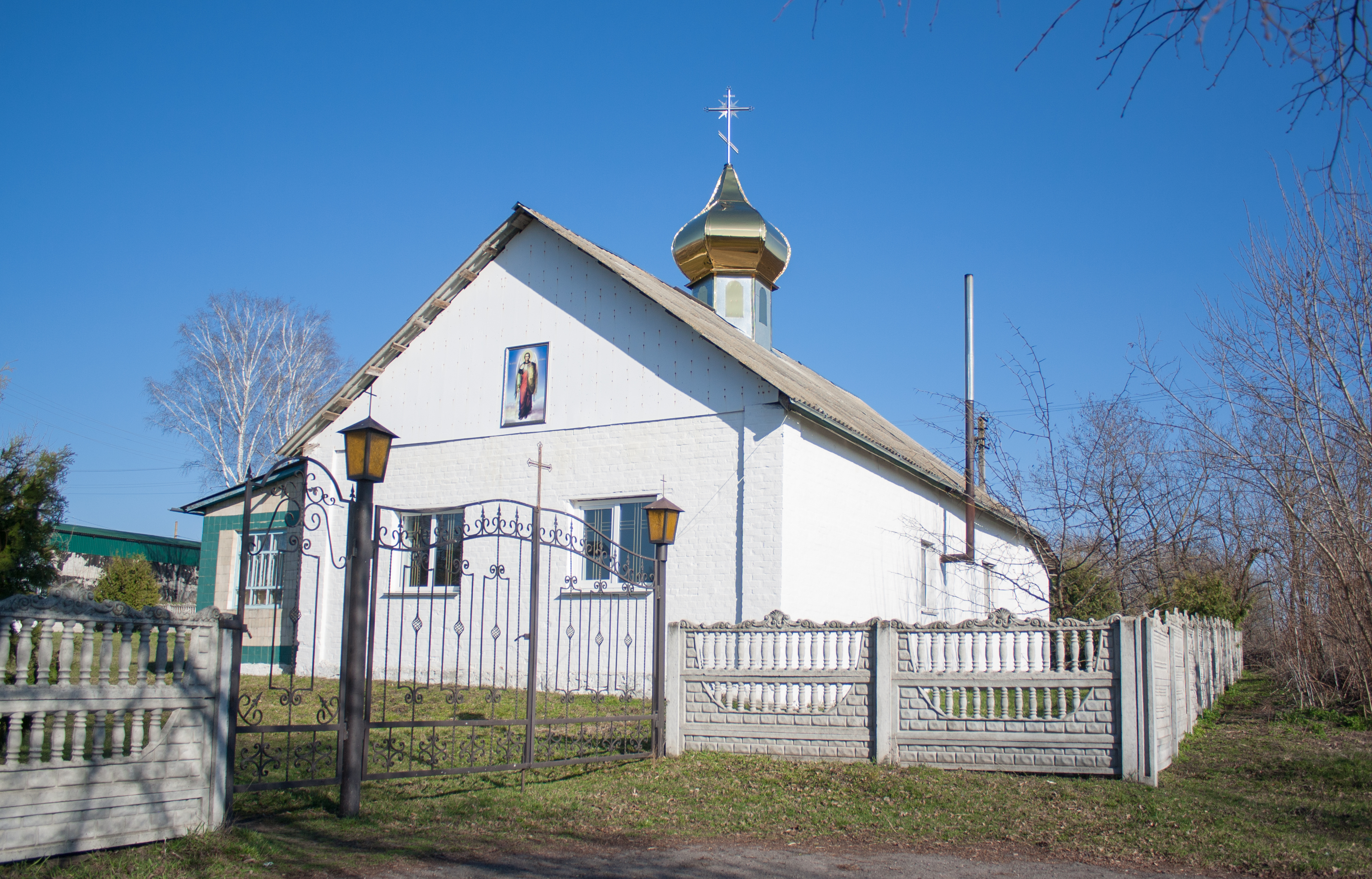
Церква
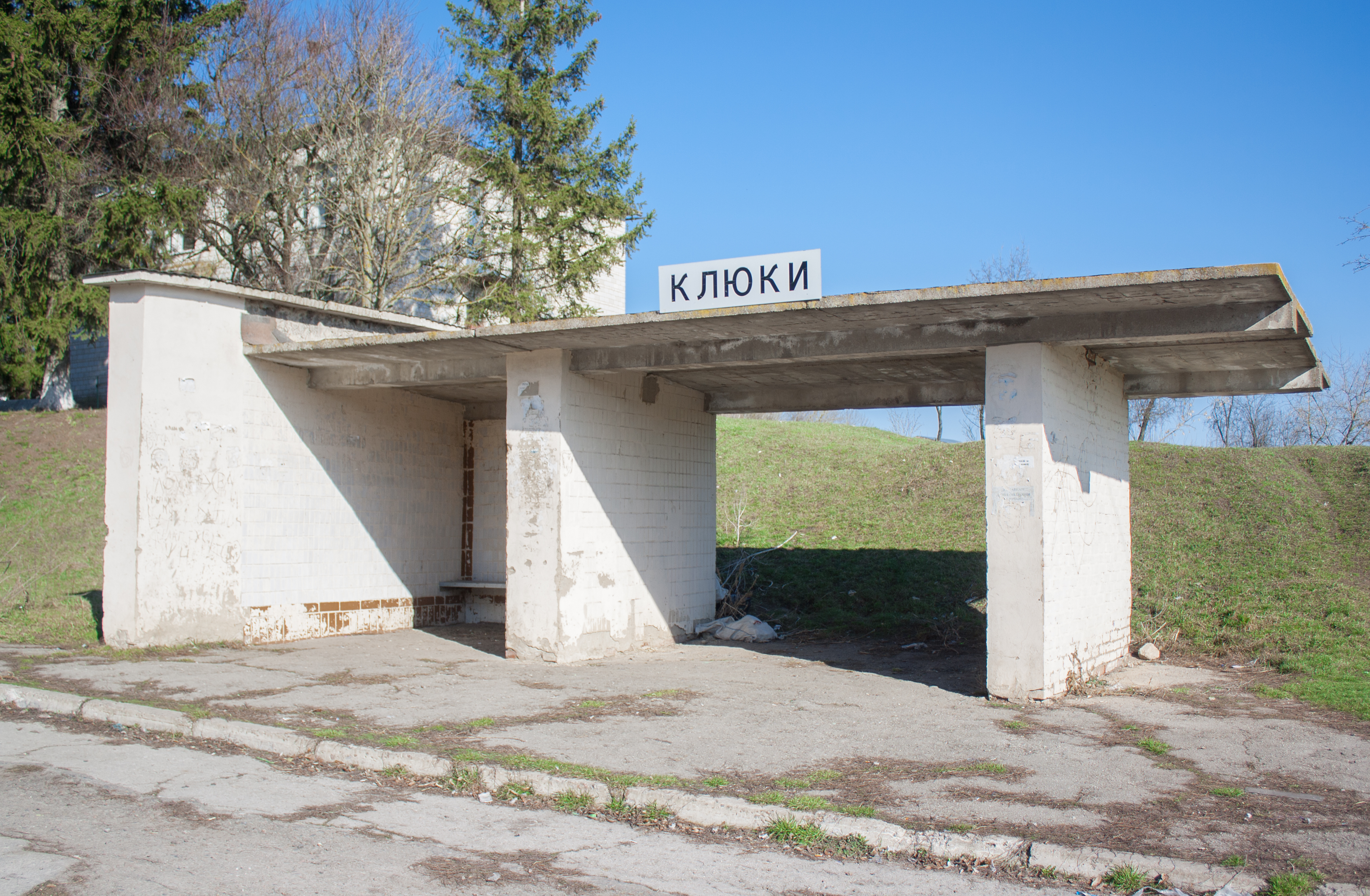
Автобусна зупинка
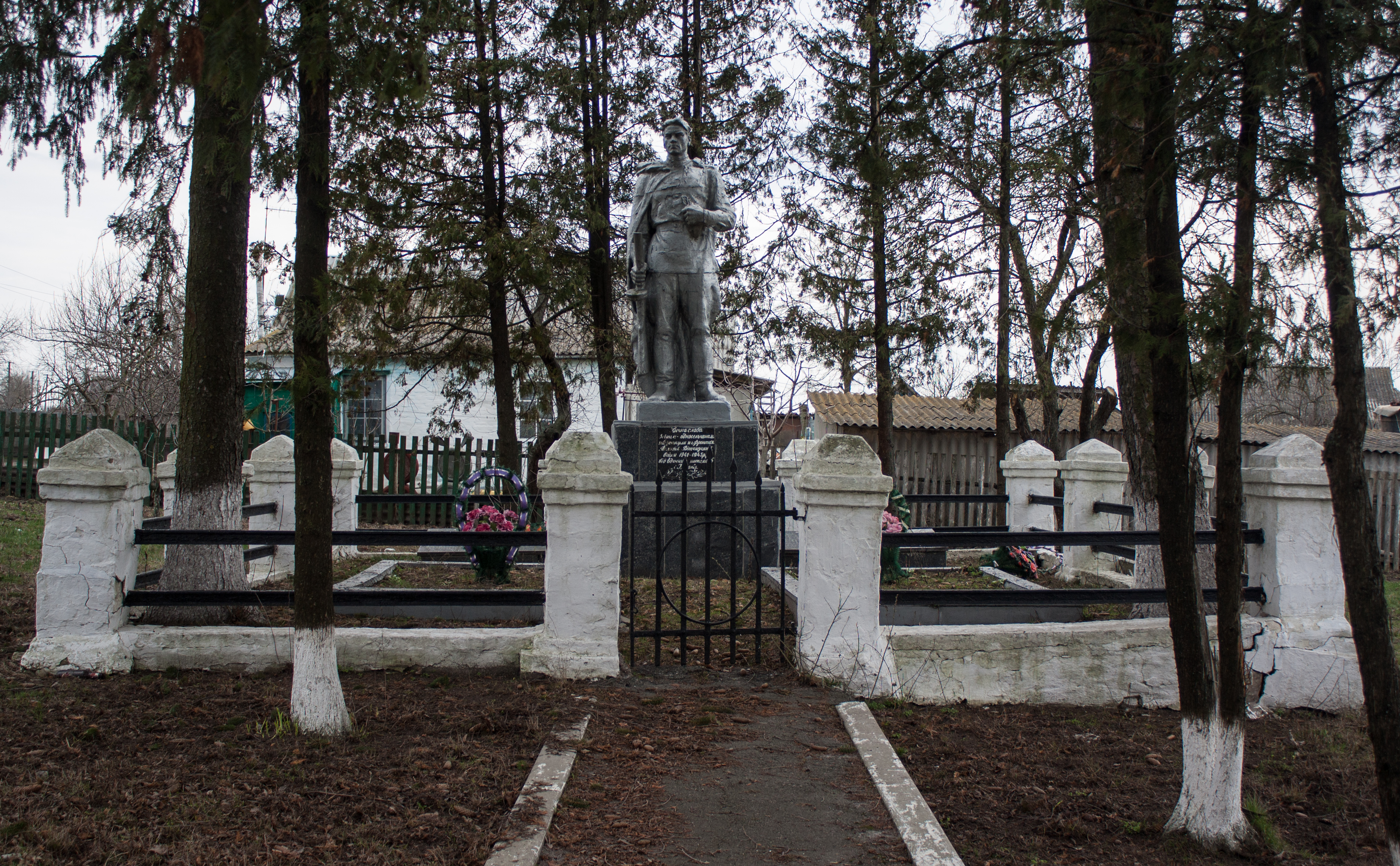
Пам'ятник воїнам-односельцям
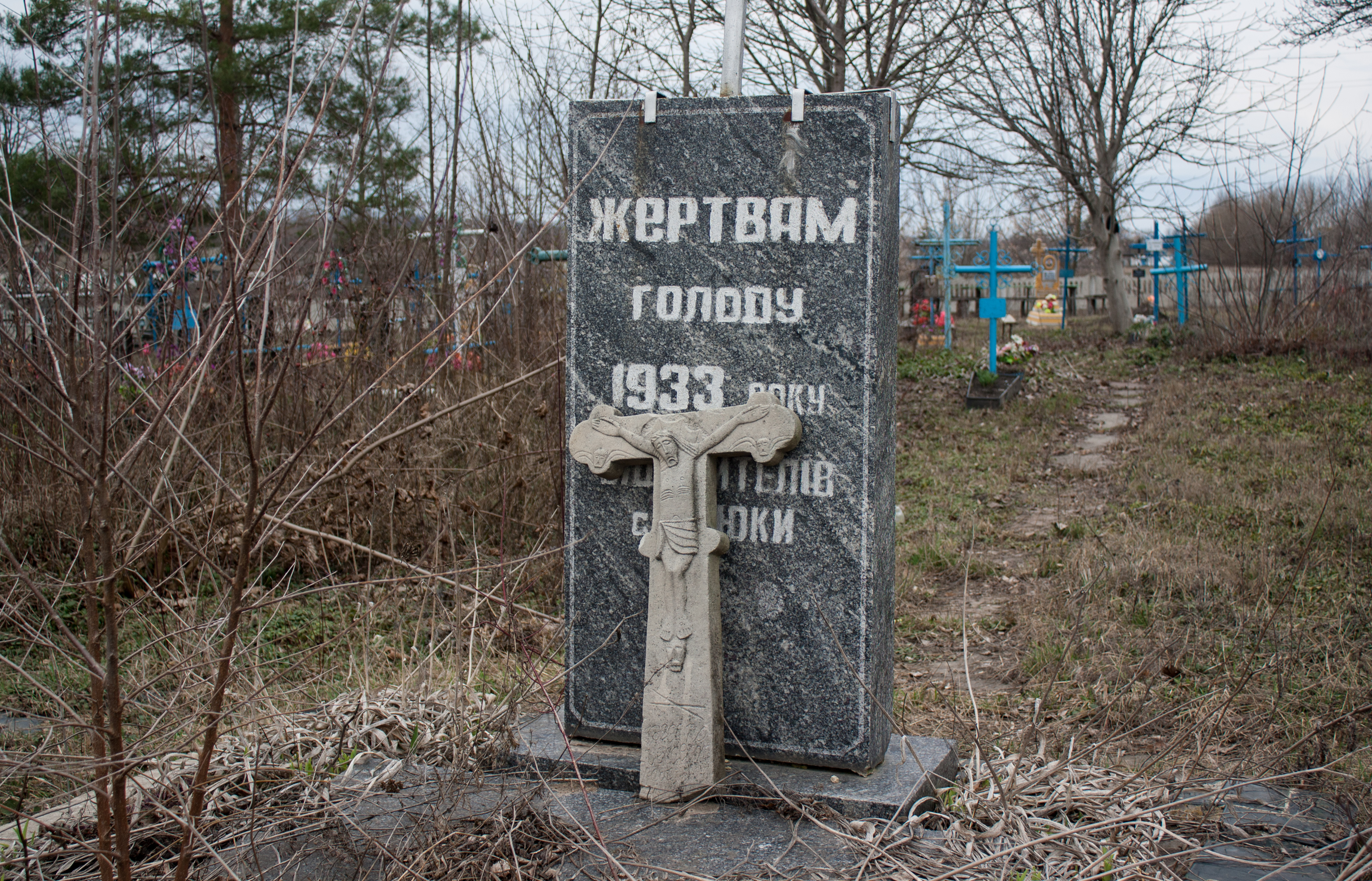
Пам'ятний знак жертвам Голодомору